# Країло Михайло Іванович
Михайло Іванович Країло (9 жовтня 1933, село Руська Мокра, Підкарпатська Русь, Чехословаччина — 28 серпня 2006) — голова Закарпатського обласного виконавчого комітету (1990,1992).

## Біографія
Народився в селі Руська Мокра (нині — Тячівського району Закарпатської області).
Закінчив Львівський лісотехнічний інститут, Вищу партійну школу при ЦК КПРС.
Трудову діяльність розпочав у 1951 році майстром Вигодського ліспромгоспу тресту «Станіславліспром» Івано-Франківської області. З 1953 року до 1954 року працював майстром Усть-Чорнянського ліспромгоспу тресту «Закарпатліспром» Тячівського району. Після служби в армії працював майстром, техкерівником, інженером виробничого відділу цього ж підприємства.
У 1961–1962 роках — інструктор організаційного відділу Тячівського райкому КПУ. У 1962–1965 роках — звільнений секретар парткому, голова робіткому Усть-Чорнянського лісокомбінату. З 1965 по 1972 рік — голова виконкому Тячівської райради народних депутатів. Після закінчення Вищої партійної школи при ЦК КПРС у 1973–1981 роках — директор Перечинського лісокомбінату.
У 1981–1986 роках — начальник управління харчової промисловості Закарпатського облвиконкому. З 1986 року по 1988 рік — заступник облагропрому, начальник управління харчової промисловості. З 1988 року — генеральний директор виробничого об'єднання продтоварів облагроради.
З 6 квітня до грудня 1990 року — голова виконавчого комітету Закарпатської обласної ради народних депутатів.
З грудня 1990 року — заступник голови виконавчого комітету Закарпатської обласної ради народних депутатів.
З січня до березня 1992 року — голова виконавчого комітету Закарпатської обласної ради народних депутатів і голова Закарпатської обласної ради народних депутатів (з січня по квітень 1992).
З 24 березня 1992 року до 12 липня 1994 року — представник Президента в Закарпатській області.
Помер 28 серпня 2006 року.

## Джерело
- Закарпаття. Хто є хто. — Випуск 3, 2007. [Архівовано 28 травня 2014 у Wayback Machine.]